# Nesithmysus forbesii
Nesithmysus forbesii är en skalbaggsart som beskrevs av Perkins 1921. Nesithmysus forbesii ingår i släktet Nesithmysus och familjen långhorningar. Inga underarter finns listade i Catalogue of Life.